# کارولین کاسارتو
کارولین کاسارتو (انگلیسی: Caroline Casaretto؛ زادهٔ ۲۴ مه ۱۹۷۸) بازیکن هاکی روی چمن اهل آلمان بود.
وی در مسابقات کشوری و بین‌المللی در مجموع برندهٔ ۲ مدال طلا، ۲ مدال نقره، ۱ مدال برنز شده‌است.